# Chypre au Concours Eurovision de la chanson 2013
Chypre est l'un des trente-neuf pays participants du Concours Eurovision de la chanson 2013, qui se déroule à Malmö en Suède. Le pays représenté par la chanteuse Despina Olympiou et sa chanson An me thymáse, est annoncée le 14 février 2013, sélectionnée en interne par le diffuseur RIK. Le pays échoue en demi-finale et termine 15e de sa demi-finale avec 11 points.

## Sélection
Le diffuseur RIK confirme sa participation le 5 décembre 2012. Le 1er février 2013, il annonce que le pays sera représenté par la chanteuse Despina Olympiou. Sa chanson, intitulée An me thymáse, est publiée le 14 février 2013.

## À l'Eurovision
La Chypre participa à la première demi-finale, le 14 mai 2013. Y arrivant 15e avec 11 points, le pays échoue à se qualifier pour la finale.